# أماندا بنسون
أماندا بنسون (بالإنجليزية: Amanda Benson)‏ (9 مارس 1995 في الولايات المتحدة - ) هي لاعبة كرة طائرة الولايات المتحدة.

## وصلات خارجية
- أماندا بنسون على موقع الاتحاد الأوروبي (الإنجليزية)
- أماندا بنسون على موقع الدوري الألماني للكرة الطائرة (الألمانية)
- أماندا بنسون على موقع Ligue Nationale de Volley (الفرنسية)
- أماندا بنسون على موقع اللجنة الأولمبية والبارالمبية الأمريكية (الإنجليزية)